# علاء الدين يونس
علاء الدين سلمان يونس (بالإنجليزية: Aladeen Younes) (مواليد 22 يناير 1996) لاعب كرة قدم ليبي يحمل الجنسية الأمريكية يجيد اللعب في خط الوسط .
مثل نادي السد منذ عام 2015 و أعاره السد إلى نادي تامبا باي في الدوري الأمريكي في عام 2016 و مثل منتخب ليبيا تحت 20 سنة في عام 2014 و انقطع بعدها عن اللعب و وقع مع نادي معيذر في عام 2023 و لكن لم يمثل الفريق في أي مباراة.

## روابط خارجية
- علاء الدين يونس على موقع Soccerway.com (الإنجليزية)